# TV Globinho
TV Globinho est un programme de divertissement brésilien pour la jeunesse, diffusé du 3 juillet 2000 au 1er août 2015 sur le réseau de télévision Globo.
Il est diffusé en portugais, chaque matin, du lundi au samedi et a une durée de 90 minutes.
Il est remplacé par le talk-show Encontro com Fátima Bernardes. 